# حارة المنصور (صنعاء)

تعديل مصدري - تعديل

المنصور هي إحدى حارات حي سدس الروض بمدينة الروضة شمال العاصمة اليمنية "صنعاء"، بلغ تعداد سكانها 696 نسمة حسب تعداد اليمن لعام 2004.